# 浜田港 (鹿児島県)

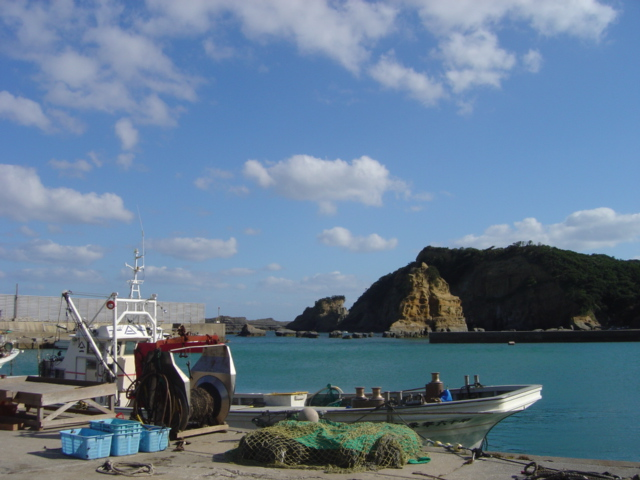
(平山)浜田(漁)港

浜田港（はまだこう）は、鹿児島県の種子島にある漁港であり、主に浜田地区の漁師達の停泊港である。

## 漁港施設
小規模の冷凍・冷蔵庫が設置されているが、利用するのは専ら四漁家であり、場所もだいたい決まっている。
最近では、拡張工事・消波ブロックの沈設などが進み、面積は倍近くになっている。　

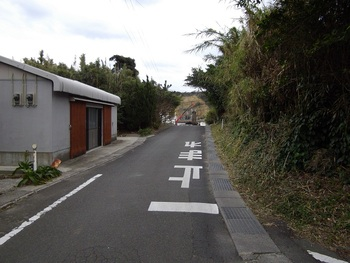
観光場所千座の岩屋から歩いて数分である。突当りが平山漁港。
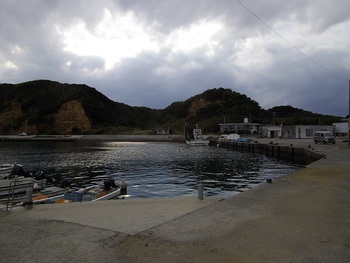
漁港としては大きい部類の為、漁港の船着き場近くから撮影。